# Bitva u Charleroi
Bitva u Charleroi nebo také jako Bitva o Sambre začala 21. srpna 1914, jako součást bojů na západní frontě. Francouzi se pokusili o útok přes řeku Sambre, ale Němci ho odrazili. Sambre se na chvíli po bitvě stala frontovou linií. Francouzi se 22. až 23. stáhli a to je od německé ofenzívy od řeky Mázy zachránilo. Francouzi ale museli ještě dále ustoupit, až byli téměř odříznuti od Mázy. Francie ztratila Charleroi. Blízká města, jako Dinant a Namur, sloužila jako opěrné body německých útoků.